# 삼천포매향암각
삼천포매향암각(三千浦埋香岩刻)은 경상남도 사천시 향촌동에 있는 조선시대에 매향의식을 치른 후 그 내용을 바위에 새겨놓은 것이다. 1993년 1월 8일 경상남도의 유형문화재 제288호로 지정되었다.

## 개요
매향의식을 치른 후 그 내용을 바위에 새겨놓은 것이다. 매향의식이란 향나무를 땅에 묻는 민간 불교의식을 이르는 것으로, 향나무를 통해 소원을 비는 자와 미륵불이 연결되기를 바라는 미륵신앙의 한 형태이다. 매향비는 보통 바닷물과 계곡물이 만나는 지점을 그 적격지로 하여 세워두며, 14∼15세기에 주로 세웠다. 이 시기는 왜구의 침략이 잦았던 때로, 이러한 의식을 통하여 해안지역의 불안한 민심을 달래고자 했던 것으로 보인다. 대개는 의식을 행한 후 비를 세워두는 것이 보통이나 이렇듯 바위에 새겨두기도 한다.
향토산 중턱의 처녀바위라 불리는 곳에 새겨 놓은 이 기록은 조선 전기 태종 18년(1418) 승려와 신도들이 기록한 것으로, 아래로 하향천이 흐르고 바닷물이 드나들고 있어 지리적인 조건도 맞아 떨어진다. 내용에는 1417년, 1418년 두 차례에 걸쳐 수륙무차대회(水陸無遮大會:바다와 육지에 떠도는 영혼을 위해 올리는 제사)를 베풀어 향나무를 묻은 사실이 적혀 있고 승려 및 여러 시주자들의 명단을 실었다. 30명 정도의 이름이 적혀있는 것으로 보아 비록 불교의식이긴 하나 승려와 민간이 공동으로 행한 대중행사였던 것으로 보인다.

## 참고 문헌
- 삼천포매향암각 - 국가유산청 국가유산포털